# Poule de Janzé
La janzé est une race de poule domestique.

## Description

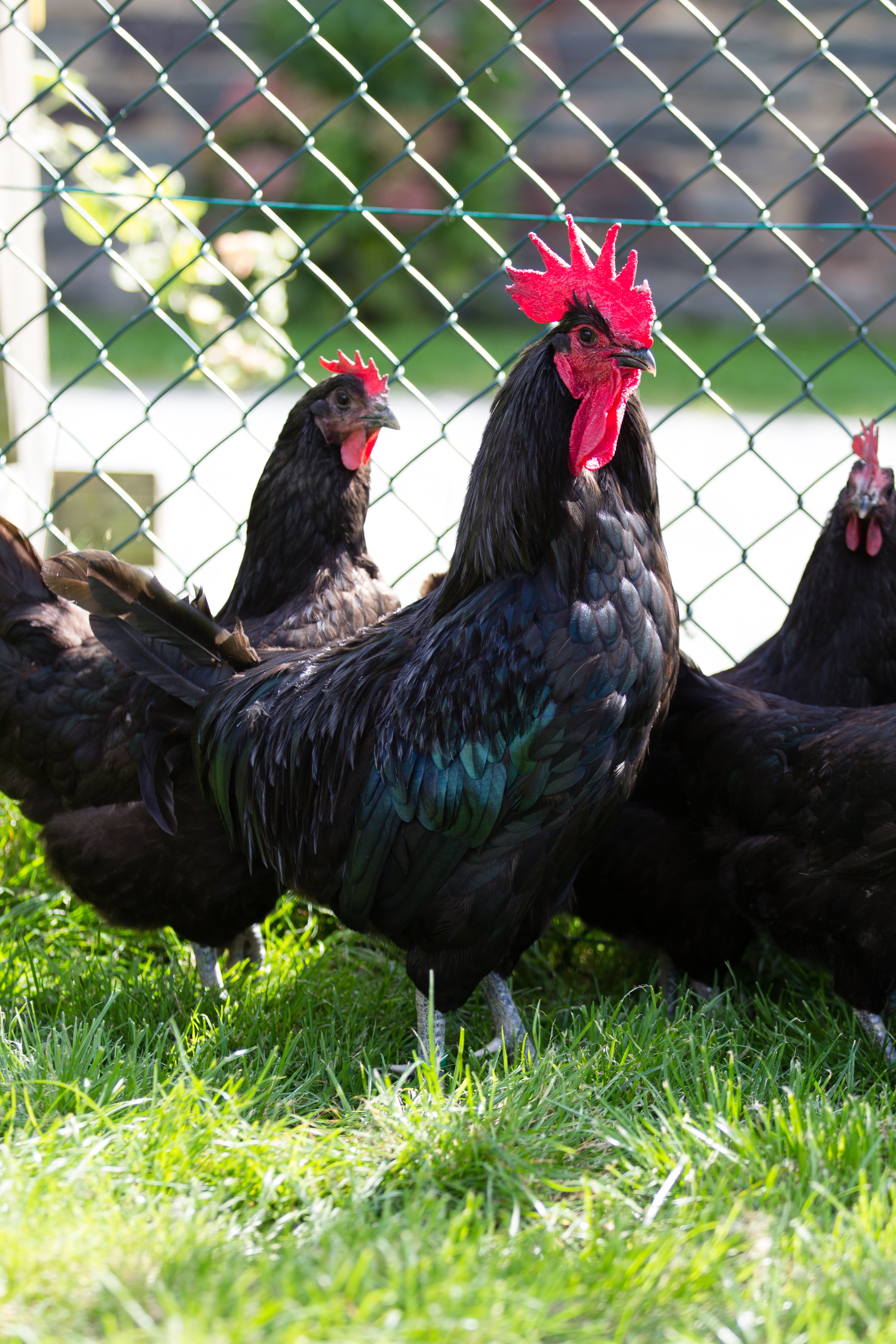
Un coq de Janzé.

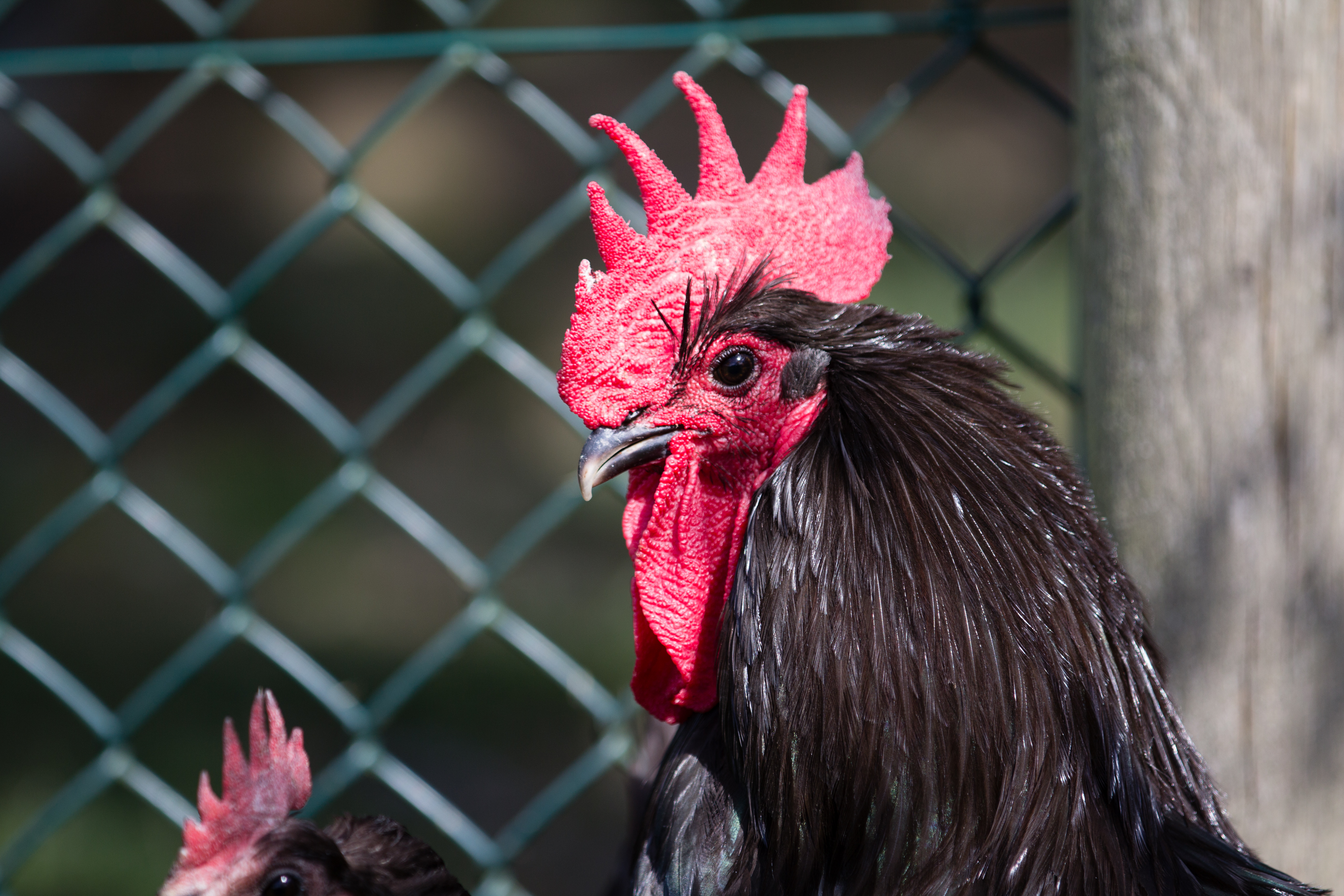
Détail de la tête du Coq.

C'est une volaille de taille moyenne et forme élégante, bien proportionnée au port altier et d'allure vive. Elle paraît à l'œil plus légère qu'en réalité du fait que la plume est extrêmement serrée au corps. Son ossature est très fine, rigide et légère. Elle se distingue des autres races par ses yeux brun foncé.

### Origine
De la ville de Janzé en Ille-et-Vilaine. Elle a atteint son expansion (en nombres) dans les années 1930. La race avait ensuite  disparu vers 1980. L'écomusée de la Bintinais, près de Rennes, a reconstitué la race.

### Standard
- Masse : Coq : 2 à 3 kg ; Poule 1,5 à 2,5 kg
- Crête : simple
- Oreillons : rouges
- Couleur des yeux : bruns foncé
- Couleur de la peau : blanche
- Couleur des Tarses : gris bleu foncé
- Variétés de plumage : noir aux reflets verts
- Œufs à couver :  60 g, coquille blanche
- Diamètre des bagues : Coq : 18 mm ; Poule : 16 mm
- Taille : Coq : 40 cm ; Poule : 30 cm
- Barbillons : rouge et développé

### Comportement
Un agriculteur exploitant pommiers à cidre bio et ruches, près de Janzé a remarqué en juin 2016 que les poules de Janzé semblaient très efficaces dans la lutte contre la prolifération du frelon asiatique. Mais à l'écomusée de la Bitinais, le responsable prévient : Ce n'est pas la solution miracle, les poules bien nourries ou de plus d'un an ne chassent pas les insectes.
En Bretagne, un agriculteur protège ses vergers de l'anthonome du pommier grâce aux poules de Janzé, dont les ailes puissantes leur permettent de se percher dans les arbres fruitiers pour dévorer ce type d'insectes. De surcroît, ces volailles vivent en symbiose avec des moutons qu'elles débarrassent des tiques, ténias et douves.

## Sources
- Le Standard officiel des volailles (Poules, oies, dindons, canards et pintades), édité par la Société centrale d'aviculture de France.
- [de Beaulieu 2022] François de Beaulieu (préf. Jean-Luc Maillard), Les races bretonnes : Une histoire bien vivante, Rennes, Éditions Apogée et écomusée de la Bintinais, novembre 2022, 191 p. (ISBN 978-2-84398-776-2, OCLC 1368023950).